# Gavignano (Francia)
Gavignano (in corso Gavignanu) è un comune francese situato nel dipartimento dell'Alta Corsica nella regione della Corsica.

## Società

### Evoluzione demografica
Abitanti censiti